# Schraplau
Schraplau là một đô thị thuộc huyện Saalekreis, bang Sachsen-Anhalt, Đức.